# Червењица
Червењица (слч. Červenica) насељено је мјесто са административним статусом сеоске општине (слч. obec) у округу Прешов, у Прешовском крају, Словачка Република.

## Становништво
| Година:    | 1994. | 2004.    | 2014.    | 2024.    |
| ---------- | ----- | -------- | -------- | -------- |
| Број људи: | 585   | 759      | 918      | 1099     |
| Разлика:   |       | +29,74 % | +20,94 % | +19,71 % |

| Година:    | 2023. | 2024.   |
| ---------- | ----- | ------- |
| Број људи: | 1093  | 1099    |
| Разлика:   |       | +0,54 % |

Према подацима о броју становника из 2024. године насеље је имало 1099 становника.